# Duché de Bicolline

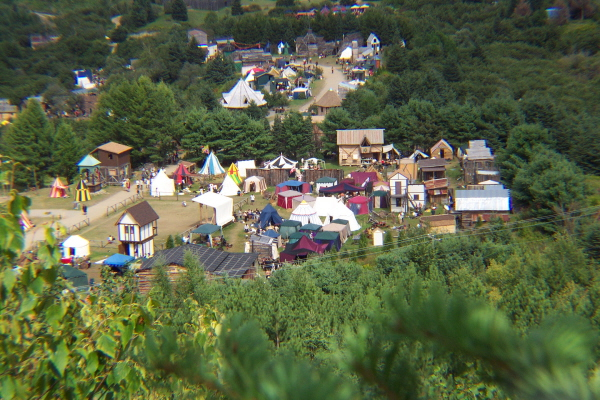
Le Duché de Bicolline

Le Duché de Bicolline est un domaine de 140 ha (1,4 km²) presque entièrement consacré au jeu de rôle grandeur nature et à son univers médiéval fantastique. Il a été fondé en 1994, cependant la première « Grande Bataille » officielle a eu lieu en 1996. Il est situé à Saint-Mathieu-du-Parc, près de Shawinigan, au Québec. Sa raison d'être principale est l'immersion médiévale fantastique.

## Univers

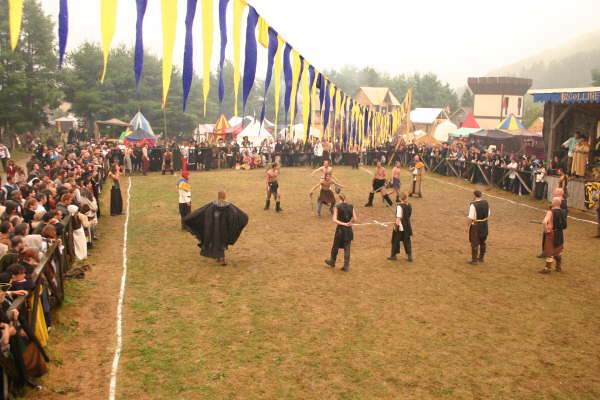
Trollball, discipline sportive de l'univers médiéval fantastique

Le monde de Bicolline a sa propre géographie, son économie, ses conflits et sa géopolitique complexe qui évoluent depuis sa création en réponse aux actions des joueurs et aux résultats des batailles et des événements. Le système géopolitique est basé sur l'Europe féodale et est à la base de la plupart des actions entreprises sur le terrain lors des événements.
La complexité de l'univers est telle qu'il est presque impossible pour un individu de maîtriser plus d'un aspect tel que l'économie, la politique, le militaire ou le religieux. Généralement, les guildes se spécialisent et se concentrent sur un ou deux aspects du jeu. Les guildes ont divers experts parmi leurs membres, chacun capable de suivre les changements et de comprendre pleinement un aspect du monde de Bicolline.
L'arène politique se compose de fiefs et de provinces qui forment le royaume. Tous les niveaux de la politique peuvent être remplis par les joueurs, ce qui rend le monde très dynamique. L'accession à des titres de noblesse suit un système démocratique. Cet aspect moderne contribue à rendre l'expérience accessible à tous. Il est possible de créer des conflits internes et des jeux externes avec des unités virtuelles. Ces guerres virtuelles peuvent être réalisées en combat lors de scénarios réels sur le terrain.
L'aspect commercial du jeu est en constante évolution, à la suite d'un marché en jeu. Les marchandises ont des prix extrêmement variables en fonction de leur disponibilité et de la stabilité du royaume. Toutes les marchandises du monde Bicolline sont sous forme de cartes. Ces cartes ont une certaine valeur selon le marché et sont souvent échangées entre les joueurs afin de fortifier leur guilde ou d'accomplir certaines tâches. Il y a aussi les cartes de population que chaque membre de Bicolline reçoit à son entrée. Celles-ci sont considérées comme l'une des cartes les plus précieuses du jeu disponibles pour un roturier, car chaque guilde doit accumuler un certain nombre de cartes pour rester en vie. Les unités militaires pour le jeu de guerre géopolitique sont également représentées par des cartes, certaines pouvant valoir jusqu'à dix cartes de population. De nombreux joueurs essaient d'échanger et de rassembler autant de cartes de population que possible afin d'aider leur guilde, et sont également parmi les cartes les plus chères du marché. Bicolline crée également ses propres pièces de monnaie, appelées Solar, qui sont une autre monnaie de transaction.

## Lieu
Les participants les plus passionnés impliqués au fil des ans ont construit deux villages médiévaux avec des routes, des ponts, des fossés, des maisons, des auberges et des commerces sur le site de Duché de Bicolline. Des journées de construction sont prévues au printemps et en été pour ceux qui construisent de nouvelles maisons. Ces maisons sont construites pour ressembler à des bâtiments médiévaux et pour être aussi décoratives que possible. Les joueurs sont responsables de leurs propres bâtiments et doivent suivre les normes de construction. Avec deux villages qui sont composés de plus de 240 bâtiments, et d'autres s'ajoutent chaque année, Bicolline se présente comme l'un des plus grands sites médiévaux d'immersion au monde.

## Guildes
L'unité d'organisation de base en jeu et hors jeu est la guilde. Les guildes sont des regroupements volontaires de joueurs poursuivant un événement, une course ou un objectif commun. Généralement, une guilde compte une trentaine de membres. Il y a parfois des clans sans guilde et moins de membres qui finissent généralement par former une guilde enregistrée. Chaque guilde ou clan a un chef qui guide le reste de ses membres dans le monde de Bicolline. La structure de guilde permet une distribution efficace des informations et donne aux joueurs un poids dans le jeu au-delà de ce qu'ils peuvent réaliser en tant que personnages individuels. Il y a actuellement 181 guildes et clans enregistrés.
La majorité de la guilde peut être divisée en grandes catégories: militaire, commerciale, politique, religieuse, criminelle et magique. Chacun est affilié à un ou plusieurs royaumes dans le monde de Bicolline: Empire, Andorre, Arganne, Ozame, Nasgaroth, Garganesh, Irendill, Taluskan, Sands-City, les Terres du Sud, Berkwald et les villes indépendantes où chacun a un roi. Chaque guilde suit également une religion, chacune avec son propre Dieu qu'elle prie et qui peut avoir une influence majeure sur son jeu.
Une guilde possède également un emblème et des couleurs distinctives. Cela permet d'identifier les joueurs lors d'une bataille. Certaines guildes sont plus strictes concernant le port de la tenue de groupe. Ne pas porter les couleurs de la guilde pourrait créer de la confusion sur le champ de bataille et tuer votre personnage car il est plus sûr pour votre camp de vous tuer au lieu de prendre le risque de devenir réellement un ennemi. Par conséquent, le port de la couleur de guilde peut avoir un impact positif ou négatif sur votre jeu selon la stratégie utilisée. La taille d'une guilde peut aller de dix joueurs à quelques centaines.

## Système
Contrairement à certains GN, Bicolline n'a pas de système de création de personnage. Cependant, chaque participant doit s'habiller conformément à la période qu'il désire représenter. De nombreux joueurs créent des personnages élaborés avec des costumes, des accessoires et même de la peinture faciale. Les joueurs peuvent représenter tout type de personnage médiéval ou fantastique et suivre le décorum vestimentaire de leur guilde. Une grande partie du jeu de rôle dans le jeu de Bicolline se produit dans le « monde virtuel » entre les événements, où les armées se déplacent, les économies produisent des revenus et les sorciers jettent des sorts. Le « monde virtuel » est considéré comme l'aspect le plus important de l'ensemble du jeu et du monde de Bicolline. C'est dans le « monde virtuel » que la plupart des actions et des décisions ont lieu. Toutes les personnes qui fréquentent Bicolline ne participent pas au jeu virtuel, mais celles qui y participent activement contribuent au « monde virtuel » et les actions et décisions prises influencent leur jeu ainsi que celui des autres.

## Événements

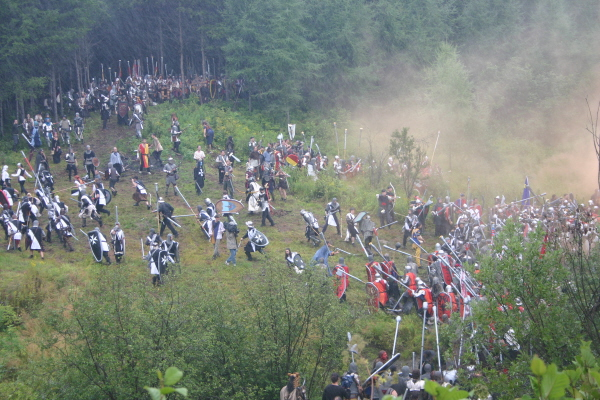
Bicolline La Grande Bataille 2005

Plus de 5000 joueurs participent chaque année à l'événement principal, La Grande Bataille de Bicolline. De nombreux bénévoles et un noyau d'employés travaillent toute l'année pour créer un univers de GN parmi les plus vastes et les plus riches en décorum au monde. En plus de la Grande Bataille, divers événements sont organisés tout au long de l'année, notamment le Bal Pourpre, des soirées de taverne, des campagnes et des scénarios de bataille de toutes sortes qui attirent généralement plusieurs centaines de personnes.

### La Grande Bataille de Bicolline
Chaque année depuis 1996, un grand GN est organisé sur le site. La grande bataille de Bicolline rassemble plus de 5000 participants sur sept jours, et culmine dans une énorme bataille. La bataille se prépare tout au long de l'année avec des escarmouches et une diplomatie entre les différents groupes qui y assistent.
Toutes les personnes présentes doivent s'habiller médiévalement en tout temps et toutes les technologies modernes sont rangés et inutilisés. Tous les participants se plongent dans le monde de Bicolline, entrant dans leurs rôles et personnages et le monde réel est laissé pour compte. Chaque détail, jusque dans les ustensiles utilisés, doit être décorum afin de créer l'atmosphère médiévale. Le grand terrain est rempli de nombreuses maisons ainsi que de tentes médiévales. Il y a aussi des zones désignées où ceux qui ont des tentes de camping régulières peuvent être placés afin de minimiser l'affichage des articles modernes.
Tout au long de la semaine, il y a plusieurs événements et activités; chaque soir, il y a un spectacle, il y a des compétitions et des petites batailles qui mènent à la Grande Bataille, ainsi que des activités et des petites batailles pour les enfants. La Grande Bataille a lieu le dernier jour de la semaine (samedi) et dure normalement entre 3 et 4 heures. Chaque année, il y a un nouveau scénario basé sur les événements ayant eu lieu dans l'année et dans le « monde virtuel ».
Des règles spécifiques sont en place pour assurer la sécurité. La limite d'âge pour participer à la bataille est de seize ans. À l'entrée du site, chaque personne reçoit un bracelet coloré selon son âge. Ceux qui ont moins de seize ans lors de l'inscription doivent porter un bracelet enfant. Ceux qui ont seize ans et plus portent un bracelet de couleur différente. Les armes sont également contrôlées par les employés de Bicolline et marquées afin d'assurer la sécurité des joueurs et de s'assurer qu'aucune arme dangereuse n'est utilisée pendant la bataille. Les armes telles que les épées et les poignards sont normalement faites de mousse et les flèches sont recouvertes de grandes quantités de mousse et de ruban adhésif afin d'éviter les blessures. Il y a même des vendeurs qui fabriquent et vendent des armes qui ont déjà été vérifiées et approuvées par Bicolline. La plupart des participants portent également des armures en cuir ou en métal qui permettent une protection tout au long de la bataille. Avec une armure portée, un système de points s'applique et il faut alors un certain nombre de « touches » d'une arme pour être considéré comme blessé ou mort, selon le placement de l'armure et l'endroit où l'arme a touché le corps.

### Le Bal Pourpre
Le Bal Pourpre est le deuxième événement le plus populaire du monde Bicolline. Avec de nombreux membres de Bicolline présents à l'événement, c'est une soirée pour se réunir avec des spectacles, des cérémonies, des échanges et des jeux. Avec un thème de mascarade, toutes les personnes présentes sont encouragées à s'habiller de leur mieux, mais toujours médiévales dans la conception et le style.

### Trollball
Le trollball est un sport joué à Bicolline et dans d'autres lieux de GN. Il se joue en Europe et au Canada, avec de nombreuses équipes en compétition. Le trollball a été lancé par Jose Antonio Ouellette en 1995.
Le but du jeu est de mettre la tête de troll dans un puits sans être touché par les armes en mousse des attaquants de l'équipe adverse. Chaque joueur a une position clairement définie au sein de son équipe comme Troller, Healer, Attacker ou Reserve. La stratégie, la cohésion de groupe et de solides aptitudes au combat sont des atouts majeurs dans ce sport.
C'est le sport officiel de Bicolline et il y a un grand tournoi chaque année à la « Grande Bataille ». Presque chaque guilde a au moins une équipe qui participe au tournoi tout au long de la semaine jusqu'à ce qu'il y ait un gagnant.

### Tournois
Une variété de tournois ont lieu pendant la semaine de la « Grande Bataille ». Ceux-ci vont des échecs aux gladiateurs (où des paires de combattants sans armure s'affrontent), l'homme fort (vitesse et force) et le tir à l'arc (y compris un combat en un contre un). Chaque participant et gagnant de ces tournois reçoit un prix. Qu'il s'agisse de cartes ou de solars, de nombreux chefs de guilde encouragent leurs membres à participer aux tournois afin de contribuer à la guilde et d'aider à bâtir leur royaume.

### Aventures
Bicolline a commencé à organiser des événements qui se concentrent plus étroitement sur l'histoire d'un lieu dans l'univers de Bicolline. La portée des aventures a tendance à se concentrer sur le récit interpersonnel plutôt que sur l'interaction avec la guilde. Ces événements se déroulent dans un style similaire à celui des autres GN de la région. Les joueurs rencontrent le détenteur de l'événement, pour recevoir une intrigue de base, des titres honorifiques ou éventuellement des pièces supplémentaires avant de s'aventurer dans le monde du jeu. Le jeu est en direct pendant environ 2 jours et la nouvelle auberge agit comme une auberge ou une taverne familière aux joueurs de jeux de rôle sur table.

### Quêtes
De nombreuses guildes organisent des quêtes d'une semaine pour d'autres joueurs. Il y a généralement une récompense pour avoir été le premier à terminer la quête. Ces quêtes nécessitent beaucoup de voyages et de recherches, mais permettent des interactions entre les autres joueurs et peuvent même aider à créer de nouvelles alliances. Les informations et récompenses collectées tout au long des quêtes ne sont qu'un autre moyen d'aider les guildes des joueurs et de fortifier leurs stocks et fournitures, ce qui affecte en retour certains résultats dans le « monde virtuel » ainsi que dans la 
« Grande Bataille ».